# بخش ریچ هیل (شهرستان ماسکینگوم، اوهایو)
بخش ریچ هیل (به انگلیسی: Rich Hill Township) یک منطقهٔ مسکونی در ایالات متحده آمریکا است که در شهرستان ماسکینگام، اوهایو واقع شده‌است.
 بخش ریچ هیل ۹۵٫۲ کیلومتر مربع مساحت و ۳۸۵ نفر جمعیت دارد و ۲۶۰ متر بالاتر از سطح دریا واقع شده‌است.